# Moulder Peak
Moulder Peak är en bergstopp i Antarktis. Den ligger i Västantarktis. Chile gör anspråk på området. Toppen på Moulder Peak är 1 822 meter över havet, eller 236 meter över den omgivande terrängen. Bredden vid basen är 2,9 km.
Terrängen runt Moulder Peak är kuperad åt sydost, men åt nordväst är den platt. Trakten är obefolkad. Det finns inga samhällen i närheten. 